# 9月18日
9月18日（くがつじゅうはちにち）は、グレゴリオ暦で年始から261日目（閏年では262日目）にあたり、年末まであと104日ある。

## できごと

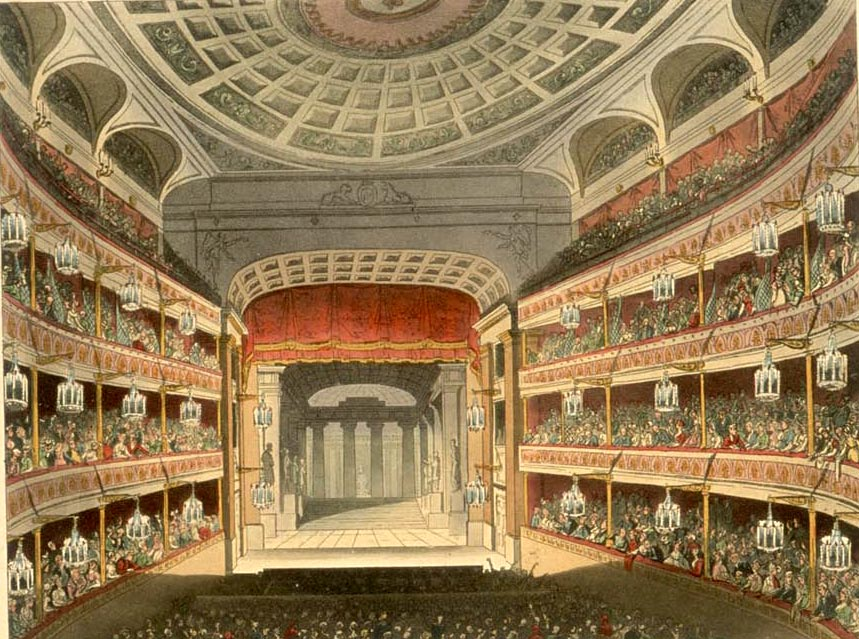
1809年、二代目ロイヤル・オペラ・ハウスこけら落とし

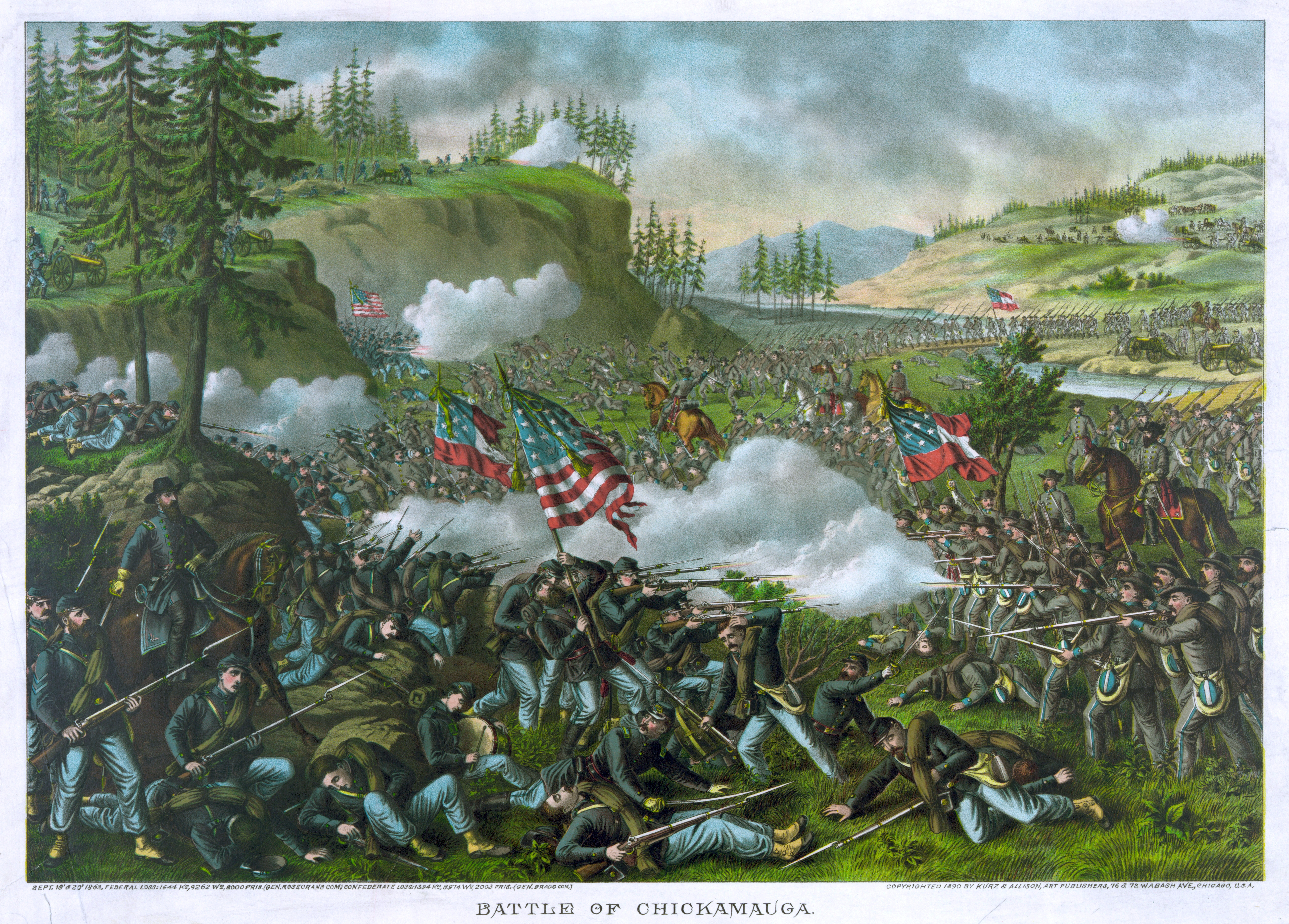
1863年、チカマウガの戦い

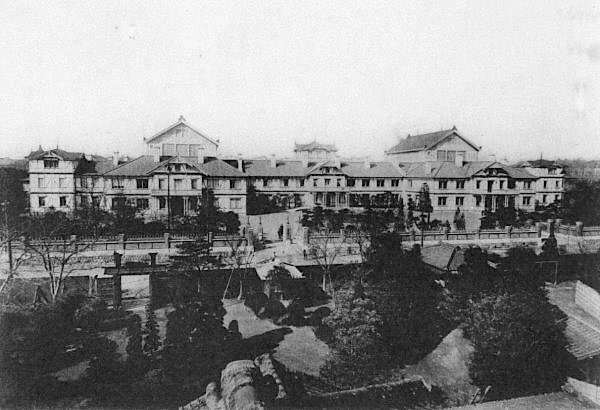
1925年、焼失前の仮議事堂

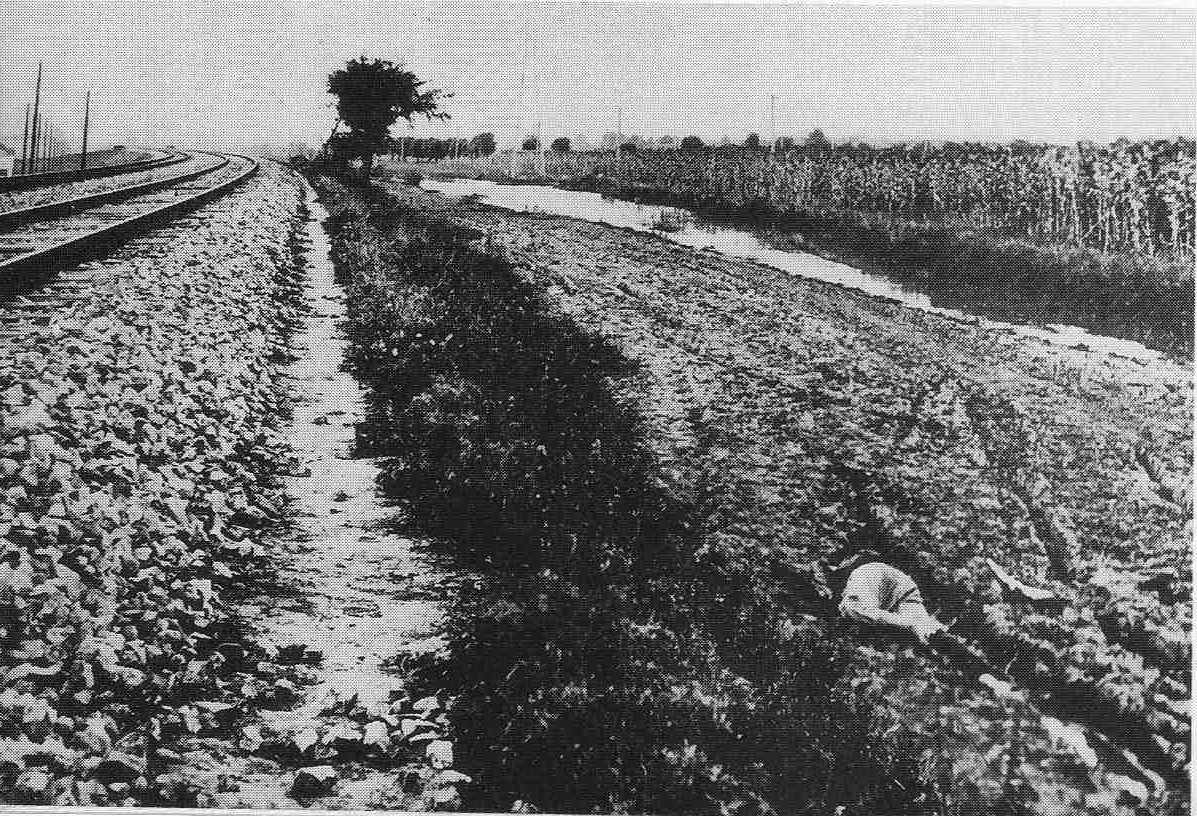
1931年、柳条湖事件

- 14年 - ティベリウスがローマ皇帝に即位。
- 96年 - 元老院の指名によりネルウァがローマ皇帝に即位。
- 324年 - クリュソポリスの戦い（英語版）。ローマ帝国の西の正帝コンスタンティヌス1世が東の正帝リキニウスを破り、帝国全土の単独皇帝となる。
- 1180年 - フィリップ2世がフランス国王に即位。
- 1636年 - ハーバード大学の設置予算を可決したマサチューセッツ湾植民地大会議が召集。
- 1809年 - ロンドンのロイヤル・オペラ・ハウスの再建後初公演。
- 1810年 - スペイン王ジョゼフ・ボナパルト（ホセ1世）への忠誠を拒否したスペイン植民地チリで、植民地統治を行う政治委員会を設立することを決議。（チリの独立記念日）
- 1828年（文政11年8月10日） - シーボルト事件：シーボルトが、幕府禁制品の日本地図などを持ち出そうとしたことが、船の座礁により発覚。出国停止、および1年の取調べの後追放処分。
- 1851年 - 『ニューヨーク・デイリー・タイムズ』（現在の『ニューヨーク・タイムズ』）創刊[1]。
- 1863年 - 南北戦争：チカマウガの戦い開始。
- 1896年 - 日本で松方正義が第6代内閣総理大臣に就任し、第2次松方内閣が発足。
- 1898年 - ファショダ事件：スーダンのファショダにて、大陸横断政策をとったフランスに対し、縦断政策をとったイギリスが到達。アフリカで初の帝国主義の衝突が起こるも、フランスが譲歩し撤退。
- 1899年 - 朝鮮初の鉄道（鷲梁津 - 済物浦間、現 京仁線の一部）が開通。（韓国の「鉄道の日」）
- 1914年 - イギリスで第3次アイルランド統治法（英語版）成立。戦時期間中は施行は棚上げされる。
- 1922年 - ハンガリーが国際連盟に加盟。
- 1925年 - 修繕中の帝国議会仮議事堂が、作業員の火の不始末による出火により全焼。
- 1927年 - "Columbia Phonoglaphic Broadcasting System"（後のCBS）が放送開始。
- 1928年 - LZ 127が初飛行。
- 1931年 - 満洲事変：奉天付近の南満洲鉄道線路上で爆発事件。（柳条湖事件）
- 1934年 - ソ連が国際連盟に加盟。
- 1939年 - 日本で九・一八停止令（「賃金統制令」・「価格等統制令」）が公布され、賃金・物価が同日の水準で固定化される。
- 1944年 - 第二次世界大戦: 日本の貨物船順陽丸がインドネシアの沖合でイギリス海軍の潜水艦の雷撃を受け撃沈。5,620人が死亡。
- 1945年 - 朝日新聞に対し、GHQから2日間の発行停止命令（SCAPIN-34）。
- 1947年 - アメリカ国防総省・CIA発足。アメリカ陸軍から分離してアメリカ空軍を設立。
- 1947年 - GHQが学校給食用に脱脂粉乳の放出を指令。
- 1948年 - インドネシア独立戦争：マディウン事件。共産党影響下の部隊が政府機関を襲撃し、革命政府樹立を宣言。
- 1948年 - 全日本学生自治会総連合（全学連）結成。
- 1954年 - 蔵前国技館が正式に完成し開館式。
- 1958年 - 昭和33年台風第21号が伊豆半島の南端に上陸。その後、房総半島を経て太平洋を北上し、北海道根室市に再上陸した。32都道府県で死者・行方不明者85人。流失家屋143戸、床上浸水1万2271戸、床下浸水3万9766戸[2]。
- 1961年 - コンゴ共和国（コンゴ・レオポルドヴィル）からの分離独立を宣言したカタンガ国とコンゴ国連軍の間の停戦交渉を試みた国連事務総長ダグ・ハマーショルドが飛行機墜落事故で死亡[3]。
- 1962年 - ジャマイカ、トリニダード・トバゴ、ブルンジ、ルワンダが国連に加盟。
- 1971年 - 日清食品が世界初のカップ麺「カップヌードル」を発売。
- 1973年 - 東ドイツ・西ドイツ・バハマが国連に加盟。
- 1976年 - 厚生省が天然痘の予防接種（種痘）を廃止する旨の通達。
- 1979年 - セントルシアが国連に加盟。
- 1981年 - フランスで死刑廃止法が可決される。
- 1984年 - ジョゼフ・キッティンジャーが史上初の熱気球による単独大西洋横断飛行を達成。
- 1988年 - 8888民主化運動: ミャンマーでソウ・マウン国防相がクーデターを起こして全権を掌握し、民主化運動を鎮圧。
- 1990年 - リヒテンシュタインが国連に加盟。
- 1996年 - 江陵浸透事件：韓国東海岸に座礁した北朝鮮の潜水艦が発見される。
- 1997年 - オスロでの政府間会合で対人地雷全面禁止条約を採択。
- 1998年 - ドメイン名やIPアドレスを全世界的に調整・管理するICANNが設立。
- 1999年 - 新幹線0系電車の東海道新幹線での運用が終了。
- 2001年 - アメリカ炭疽菌事件: 炭疽菌入りの手紙がニュースメディア事務所や民主党議員に送られ、5人が死亡。
- 2003年 - 気象庁は当該年の梅雨明けの時期についての見直しを発表。近畿の梅雨明けは1951年以降、同地方としては最も遅い記録。また、梅雨明けは東北地方は南部、北部とも特定せずとした。東北北部、南部では1998年以来3回目となった。
- 2004年 - プロ野球再編問題: 日本プロ野球史上初のストライキ。
- 2005年 - ドイツ連邦議会選挙実施。キリスト教民主・社会同盟とドイツ社会民主党とが3議席差でいずれも過半数に届かず。
- 2007年 - ミャンマーでの軍事政権への抗議行動に僧侶たちが加わり、反政府デモへと発展。
- 2012年 - 鹿児島県の地域政党「薩摩志士の会」メンバーら3名などによる日本人活動家尖閣諸島上陸事件。
- 2014年 - スコットランド独立住民投票で反対票が過半数[4]。
- 2016年 - ロシア下院選挙で与党が過半数を獲得する[5]。
- 2020年 - 磁気治療器などの預託商法で、全国の高齢者などから約2100億円を集めた「ジャパンライフ」の元会長ら14人が、詐欺容疑で逮捕される[6]。

## 誕生日

### 人物

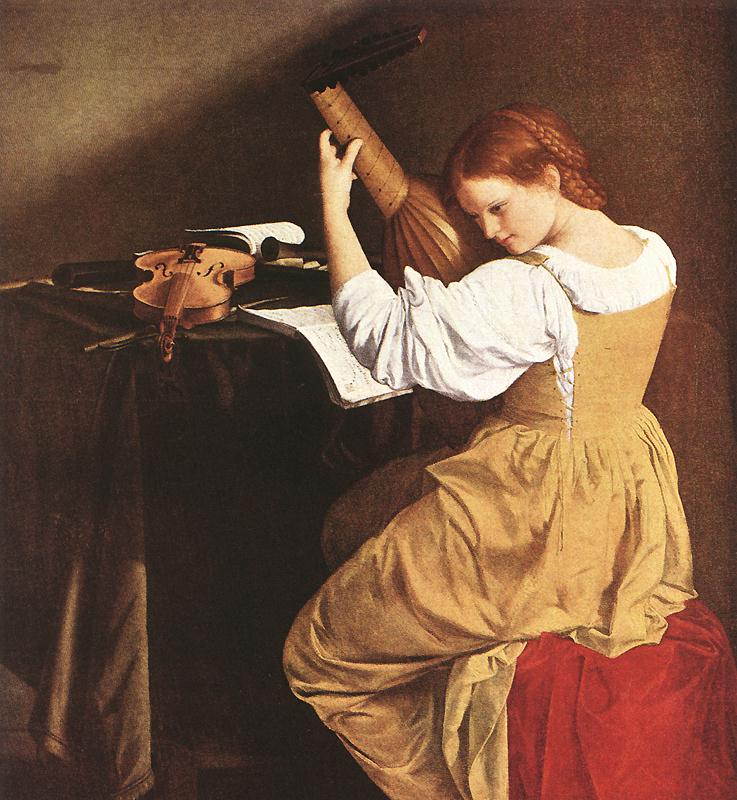
フランチェスカ・カッチーニ(1587-1640?)

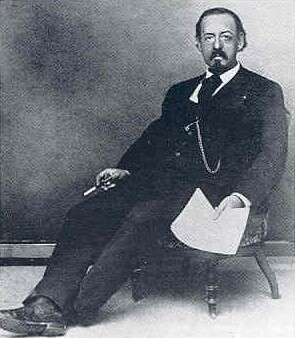
ジークフリート・マルクス(1831-1898)

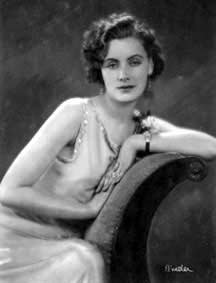
グレタ・ガルボ(1905-1990)

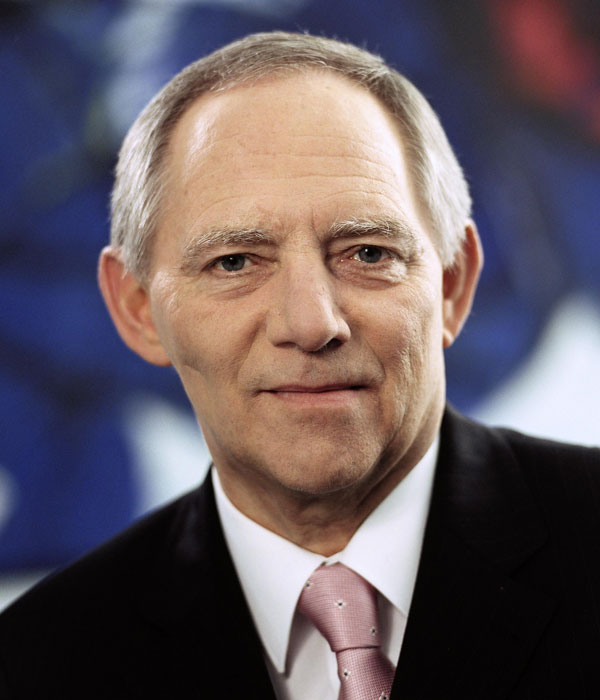
ヴォルフガング・ショイブレ(1942-)

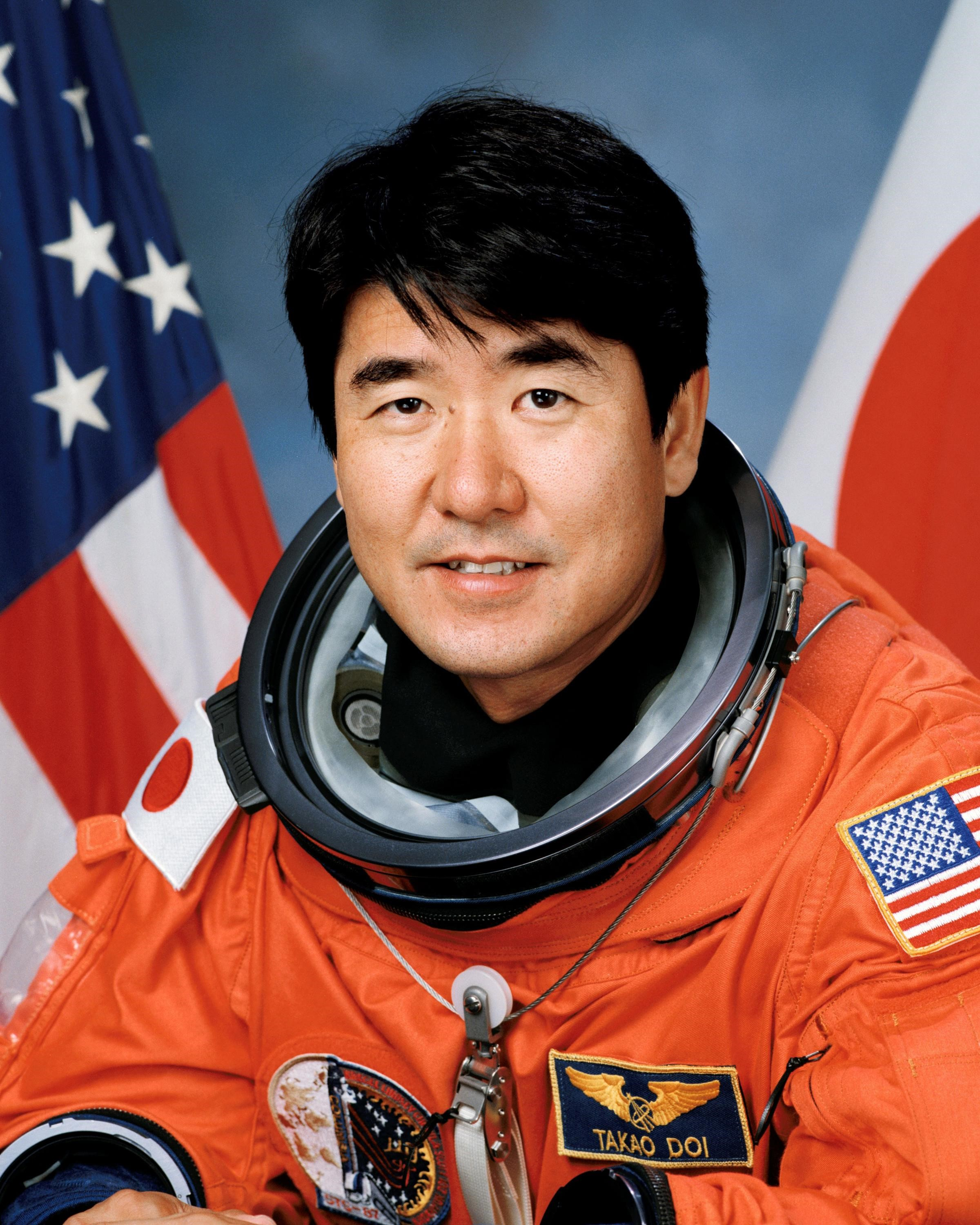
土井隆雄(1954-)

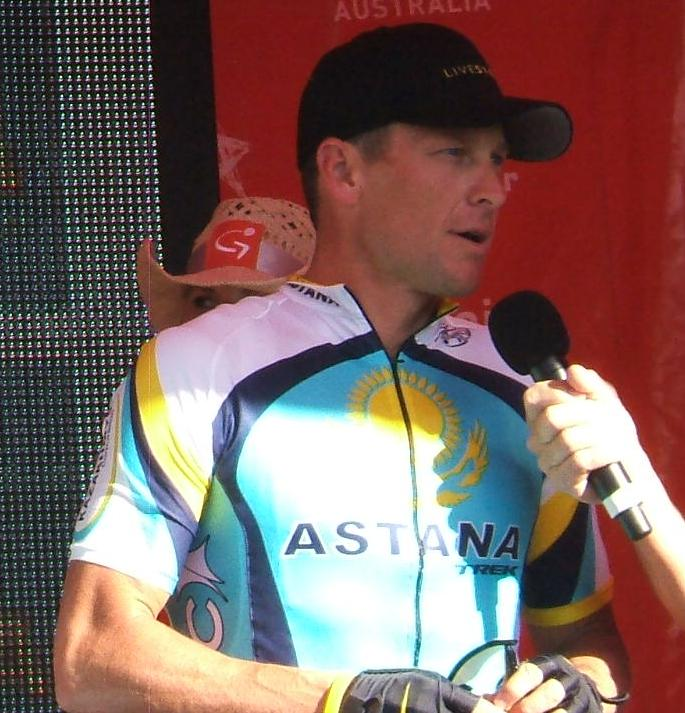
ランス・アームストロング(1971-)

- 53年 - トラヤヌス、ローマ皇帝（+ 117年）
- 1534年（天文3年8月11日） - 結城晴朝、戦国大名（+ 1614年）
- 1587年 - フランチェスカ・カッチーニ、作曲家、演奏家（+ 1640年頃）
- 1684年 - ヨハン・ゴットフリート・ヴァルター、作曲家（+ 1748年）
- 1709年 - サミュエル・ジョンソン、文学者（+ 1784年）
- 1711年 - イグナーツ・ホルツバウアー、作曲家（＋ 1783年）
- 1728年 - リシャール・ミーク、建築家（＋ 1794年）
- 1739年 - ジャン・ジャック・ラグルネ、画家（＋ 1821年）
- 1752年 - アドリアン・ルジャンドル、数学者（＋ 1833年）
- 1765年 - グレゴリウス16世、ローマ教皇（＋ 1846年）
- 1778年 - ヘンリー・ブルーム (初代ブルーム＝ヴォークス男爵)、政治家（＋ 1868年）
- 1752年 - アドリアン＝マリ・ルジャンドル、数学者（+ 1833年）
- 1798年（寛政10年8月9日） - 三宅康和、第9代田原藩主（+ 1823年）
- 1819年 - レオン・フーコー、物理学者（+ 1868年）
- 1831年 - ジークフリート・マルクス、発明家、自動車開発の先駆者（+ 1898年）
- 1848年（嘉永元年8月21日） - 阿部正方、第9代福山藩主（+ 1867年）
- 1852年（嘉永5年8月5日） - 相馬誠胤、第13代相馬中村藩主（+ 1892年）
- 1855年（安政2年8月8日） - 井島茂作、政治家（＋ 1925年）
- 1856年（安政3年8月20日） - 海老名弾正、思想家、教育者（+ 1937年）
- 1864年（元治元年8月18日） - 伊藤左千夫、歌人、作家（+ 1913年）
- 1872年（明治5年8月16日） - 松尾伝蔵、軍人、岡田啓介首相秘書（+ 1936年）
- 1872年 - アドルフ・シュマル、自転車競技選手、フェンシング選手（+ 1919年）
- 1887年 - 野口喜一郎、実業家、北の誉酒造2代目社長（+ 1972年）
- 1890年 - 土屋文明、歌人（+ 1990年）
- 1891年 - 丹羽鼎三、造園業者（+ 1967年）
- 1894年 - 中村三之丞、政治家（+ 1979年）
- 1894年 - 中村勝馬、染織作家（+ 1982年）
- 1895年 - ジョン・ディーフェンベーカー、政治家、第13代カナダ首相（+ 1979年）
- 1898年 -　ジョージ・ウール、プロ野球選手（+ 1985年）
- 1905年 - 神本利男、警察官、日本陸軍スパイ（+ 1944年）
- 1905年 - 大井次三郎、植物学者（+ 1977年）
- 1905年 - グレタ・ガルボ、女優（+ 1990年）
- 1907年 - エドウィン・マクミラン、化学者（+ 1991年）
- 1907年 - 関種子、ソプラノ歌手（+ 1990年）
- 1908年 - 豊田三郎、洋画家（+ 2015年）
- 1908年 - 鷲尾洋三、編集者、実業家、元文藝春秋社副社長（+ 1977年）
- 1910年 - ヨセフ・タル、作曲家（+ 2008年）
- 1912年 - 古畑正秋、天文学者（+ 1988年）
- 1914年 - 佐藤信、演出家（+ 1996年）
- 1919年 - 浜田寅彦、俳優（＋ 2009年）
- 1920年 - 齋藤裕、実業家、元新日本製鐵社長（+ 2000年）
- 1920年 - 沢田誠一、小説家、元財団法人北海道文学館理事長（＋ 2007年）
- 1920年 - ジャック・ウォーデン、俳優（＋ 2006年）
- 1930年 - 藤重登、元プロ野球選手
- 1931年 - 小町昭、作曲家、編曲家（+ 2017年）
- 1932年 - 小和田恆、国際司法裁判所判事、元国連大使、外務事務次官
- 1933年 - 木下多恵子、占い師
- 1933年 - 鈴木弘、元競泳選手、1952年ヘルシンキ五輪銀メダリスト
- 1935年 - 藤沢昭和、実業家、ヨドバシカメラ創業者
- 1936年 - 内藤陳、コメディアン、俳優（+ 2011年）
- 1937年 - 富盛菊枝、児童文学作家
- 1937年 - 木戸美摸、元プロ野球選手（+ 2023年）
- 1938年 - ビル・ロビンソン、プロレスラー（+ 2014年）
- 1939年 - ジョルジェ・サンパイオ、政治家、第5代ポルトガル大統領（+ 2021年）
- 1939年 - 森本毅郎、元NHKアナウンサー、ニュースキャスター
- 1942年 - ヴォルフガング・ショイブレ、政治家、ドイツ内務大臣、財務大臣、元CDU党首（+ 2023年）
- 1944年 - 原國雄、元アナウンサー
- 1944年 - 落合信子、タレント
- 1945年 - 榊親一、元プロ野球選手
- 1945年 - 三輪悟、元プロ野球選手（+ 2021年）
- 1946年 - 神谷明、声優
- 1946年 - 藤原満、元プロ野球選手
- 1946年 - ゲイラード・サーテイン、俳優（+ 2025年）
- 1948年 - マック赤坂、実業家、政治家
- 1948年 - 平田米男、政治家
- 1949年 - 水森英夫、歌手、作曲家
- 1949年 - ピーター・シルトン、元サッカー選手
- 1949年 - 藤田宗久、俳優
- 1949年 - ベス・グラント、女優
- 1949年 - ビリー・ドラゴ、俳優
- 1950年 - 中村卓史、宇宙物理学者
- 1950年 - 平山秀幸、映画監督
- 1950年 - 白井滋郎、俳優
- 1951年 - 岡本栄、政治家、元アナウンサー、三重県伊賀市長
- 1951年 - 三浦正行、元プロ野球選手
- 1951年 - マルク・スレール、元レーシングドライバー
- 1953年 - 高橋よしひろ、漫画家
- 1954年 - 土井隆雄、宇宙飛行士
- 1954年 - 五十嵐めぐみ、女優
- 1954年 - スティーブン・ピンカー、心理学者
- 1956年 - 吉田宏、政治家
- 1956年 - 劉秋農、野球選手
- 1957年 - うじきつよし、タレント、俳優
- 1958年 - 木村孝、元プロ野球選手
- 1958年 - 上坂嘉彦、元プロ野球選手
- 1959年 - 飯城勇三、翻訳者、評論家、エラリー・クイーン研究家
- 1959年 - 森朗、気象予報士
- 1959年 - 及川美喜男、元プロ野球選手
- 1959年 - マーク・ロマネク、映画監督
- 1960年 - 水野透、お笑い芸人（リットン調査団）
- 1960年 - 風間健介、写真家（＋ 2017年）
- 1961年 - 中井貴一、俳優
- 1961年 - 明日香七穂、女優
- 1961年 - 本庄敬、漫画家
- 1961年 - ジェームズ・ガンドルフィーニ、俳優（＋ 2013年）
- 1962年 - 塚瀬進、東洋史学者
- 1962年 - 中本克樹、元アナウンサー
- 1964年 - 橘川丈仁郎、俳優
- 1964年 - 橋本武広、元プロ野球選手
- 1964年 - 原邦彰、総務官僚、元和歌山県副知事
- 1965年 - 石橋保、俳優
- 1965年 - 高村洋介、元プロ野球選手
- 1966年 - 奥瀬サキ、漫画家
- 1967年 - 井原正巳、元サッカー選手、監督
- 1967年 - 相場英雄、小説家、経済ジャーナリスト
- 1968年 - 黒須隆、元野球選手
- 1969年 - 赤羽秀之、俳優
- 1969年 - 三好啓介、実業家、ジャフコグループ社長
- 1969年 - 伊藤舞、政治家
- 1969年 - 今垣光太郎、競艇選手
- 1969年 - 内藤雄士、プロゴルファー
- 1969年 - 村田勝喜、元プロ野球選手
- 1970年 - オジー・ティモンズ、元プロ野球選手
- 1971年 - ランス・アームストロング、自転車ロードレース選手
- 1971年 - クリス・ホルト、元プロ野球選手
- 1972年 - 中村一樹、教育者
- 1972年 - 桐畑トール、お笑い芸人（ほたるゲンジ）
- 1972年 - 渡辺英次、政治家
- 1972年 - マイケル・ランデス、俳優
- 1972年 - 石川昭政、政治家
- 1973年 - 大貫亜美、歌手（パフィー）
- 1973年 - マーク・シャトルワース、実業家
- 1973年 - 橘ひかり、声優
- 1973年 - ジェームズ・マーズデン、俳優
- 1974年 - アイパー滝沢、お笑いタレント（元えんにち）
- 1974年 - イグジビット、タレント、俳優
- 1974年 - ソル・キャンベル、元サッカー選手
- 1974年 - セグン・トリオラ、卓球選手
- 1974年 - 濱田万葉、女優
- 1975年 - ランディ・ウィリアムス、プロ野球選手
- 1975年 - 遠藤彰弘、元サッカー選手
- 1975年 - 北西純子、声優
- 1975年 - 木村俊一、俳優
- 1976年 - ドミニク・シュワガー、レーシングドライバー
- 1976年 - きーぽん、お笑い芸人
- 1977年 - 珠久美穂子、ラジオパーソナリティ
- 1977年 - テツヤ、ミュージシャン（月光グリーン）
- 1978年 - 森薫、漫画家
- 1978年 - 河野丈洋、ミュージシャン（元GOING UNDER GROUND）
- 1978年 - 岩崎う大、お笑いタレント（かもめんたる）
- 1978年 - 北出勉、元サッカー選手、指導者
- 1978年 - 飛天かずひこ、元プロボクサー
- 1979年 - 稲本潤一、サッカー選手
- 1979年 - 齋藤竜、元サッカー選手
- 1979年 - YUUKI、ファッションモデル
- 1980年 - 早霧せいな、女優
- 1981年 - 北本久仁衛、元サッカー選手
- 1981年 - ジェア、アイドル（Brown Eyed Girls）
- 1981年 - 滝井礼乃、元アナウンサー
- 1982年 - 上良早紀、タレント
- 1982年 - やまもとりえ、漫画家、イラストレーター
- 1982年 - 折田みゆき、元タレント（元MISSION）
- 1983年 - 岡あゆみ、女優
- 1983年 - 栗原勇蔵、サッカー選手
- 1983年 - 岡本将之、プロレスラー、元大相撲力士
- 1983年 - ライアン・ムーア、騎手
- 1983年 - ブレント・リリブリッジ、元プロ野球選手
- 1984年 - 森田泉美、元タレント
- 1984年 - 松下圭太、元プロ野球選手
- 1984年 - ディジー・ラスカル、ヒップホップMC
- 1984年 - 菊地ゆうみ、声優
- 1984年 - 中原理菜、アナウンサー
- 1985年 - 松山竜平、プロ野球選手
- 1985年 - 安西秀幸、元陸上競技選手
- 1985年 - 中道瞳、元バレーボール選手
- 1985年 - ニック・プリエーゼ、プロ野球選手
- 1985年 - 堰八紗也佳、アナウンサー
- 1985年 - ロシアン佐藤、大食いタレント、YouTuber
- 1986年 - 遠藤りつこ、元バレーボール選手
- 1987年 - 大森靖子、シンガーソングライター
- 1987年 - 反橋宗一郎、俳優
- 1987年 - 三田真央、女優
- 1987年 - 金丸祐三、陸上競技指導者、陸上競技選手
- 1987年 - 和田麻里江、バレーボール選手
- 1987年 - 森島康仁、サッカー選手
- 1987年 - 波田野由衣、元声優
- 1987年 - 好永貴雄、元野球選手
- 1988年 - 近野成美、タレント
- 1988年 - 一戸愛子、タレント
- 1988年 - 福田彩乃、ものまねタレント
- 1988年 - 今井智大、TikToker、YouTuber、元同人作家
- 1988年 - 杉田祐一、テニス選手
- 1988年 - 伊勢久乃、元お笑いタレント（元あんいーぶん）
- 1988年 - ルーカス・フォルヒハンマー、ミュージシャン（ルーカス・グラハム）
- 1989年 - 菊池保則、元プロ野球選手
- 1989年 - 田中健二朗、プロ野球選手
- 1989年 - はねゆり、ファッションモデル、女優
- 1989年 - テイラー・モッター、プロ野球選手
- 1990年 - 山田裕貴、俳優
- 1990年 - 本多友紀、作曲家、編曲家、ギタリスト
- 1990年 - 東城りお、グラビアアイドル、麻雀士
- 1990年 - 菊地賢人、陸上選手
- 1990年 - 金田和之、元プロ野球選手
- 1990年 - ケリー・デューガン、プロ野球選手
- 1990年 - フアン・ミナヤ、プロ野球選手
- 1990年 - ルイス・ホルトビー、サッカー選手
- 1990年 - マルコ・ペレス、サッカー選手
- 1991年 - 大島崚、声優
- 1991年 - 小塚桃子、タレント
- 1992年 - 松岡桂花、歌手（元HINOIチーム）
- 1992年 - 出口亜梨沙、グラビアアイドル、女優、タレント、レポーター
- 1993年 - 福見真紀、タレント、元アイドル（元風男塾・雪村涼真）
- 1993年 - 岸孝良、アイドル
- 1993年 - 倉野由紀、元競輪選手
- 1994年 - 小見山直人、俳優
- 1994年 - 船戸ゆり絵、声優
- 1994年 - 山田みらの、モデル
- 1994年 - 佐藤勇、元プロ野球選手
- 1995年 - 杉野遥亮、俳優、モデル
- 1995年 - マックス・マイヤー、サッカー選手
- 1995年 - 堀米航平、ラグビー選手
- 1996年 - 萩原うらら、アイドル、女優
- 1996年 - 池谷実悠、アナウンサー
- 1996年 - 小山内鈴奈、アナウンサー
- 1996年 - ウォルシュ・ジュリアン、陸上競技選手
- 1997年 - 大坂美優、女優
- 1997年 - バティヴァカロロライチェル海遥、ラグビーユニオン選手
- 1998年 - 鈴木光、元クイズプレイヤー
- 1998年 - 藤沢里菜、囲碁棋士
- 1998年 - 仲條友彪、俳優
- 1999年 - 阿部海大、サッカー選手
- 1999年 - 三浦大輝、プロアイスホッケー選手
- 2000年 - 藤井直樹、アイドル（ジュニア、美 少年）
- 2000年 - 小野桃果、アナウンサー
- 2001年 - 常廣羽也斗、プロ野球選手
- 2001年 - 夢道鵬幸成、大相撲力士
- 2002年 - 水愛、アイドル（ライスボール）
- 2002年 - 國生乃愛、サッカー選手
- 2002年 - 髙田琢登、プロ野球選手
- 2002年 - フープ、アイドル（BNK48）
- 2002年 - 森愁斗、アーティスト、TikToker、YouTuber（BUDDiiS）
- 2003年 - 柳町夏花、女優
- 2003年 - 若柳琴子、女優
- 2003年 - 川端海翼、騎手
- 2005年 - 和泉詩、女優
- 2005年 - 近藤駿太、俳優、アーティスト（EBiDAN、Lienel）
- 2005年 - 近藤大雅、プロ野球選手
- 2006年 - 冨里奈央、アイドル（乃木坂46）
- 2007年 - 瀬乃真帆子、インフルエンサー
- 生年不詳 - うさやまみやこ、料理研究家
- 生年不詳 - 小幡研二、声優
- 生年不詳 - キカ・フロント・フロンタール、アイドル（元BiS）
- 生年不詳 - 君嶋哲、声優
- 生年不詳 - 榊原優希、声優
- 生年不詳 - JOY、声優
- 生年不詳 - 鈴木南名子、声優
- 生年不詳 - 對馬芳哲、声優
- 生年不詳 - 永田一朗、声優
- 生年不詳 - U-temo、漫画家、同人作家
- 生年不詳 - のあ[7]、ゲーム実況者、YouTuber（カラフルピーチ）

### 人物以外（動物など）
- 2016年 - 結浜、ジャイアントパンダ

## 忌日

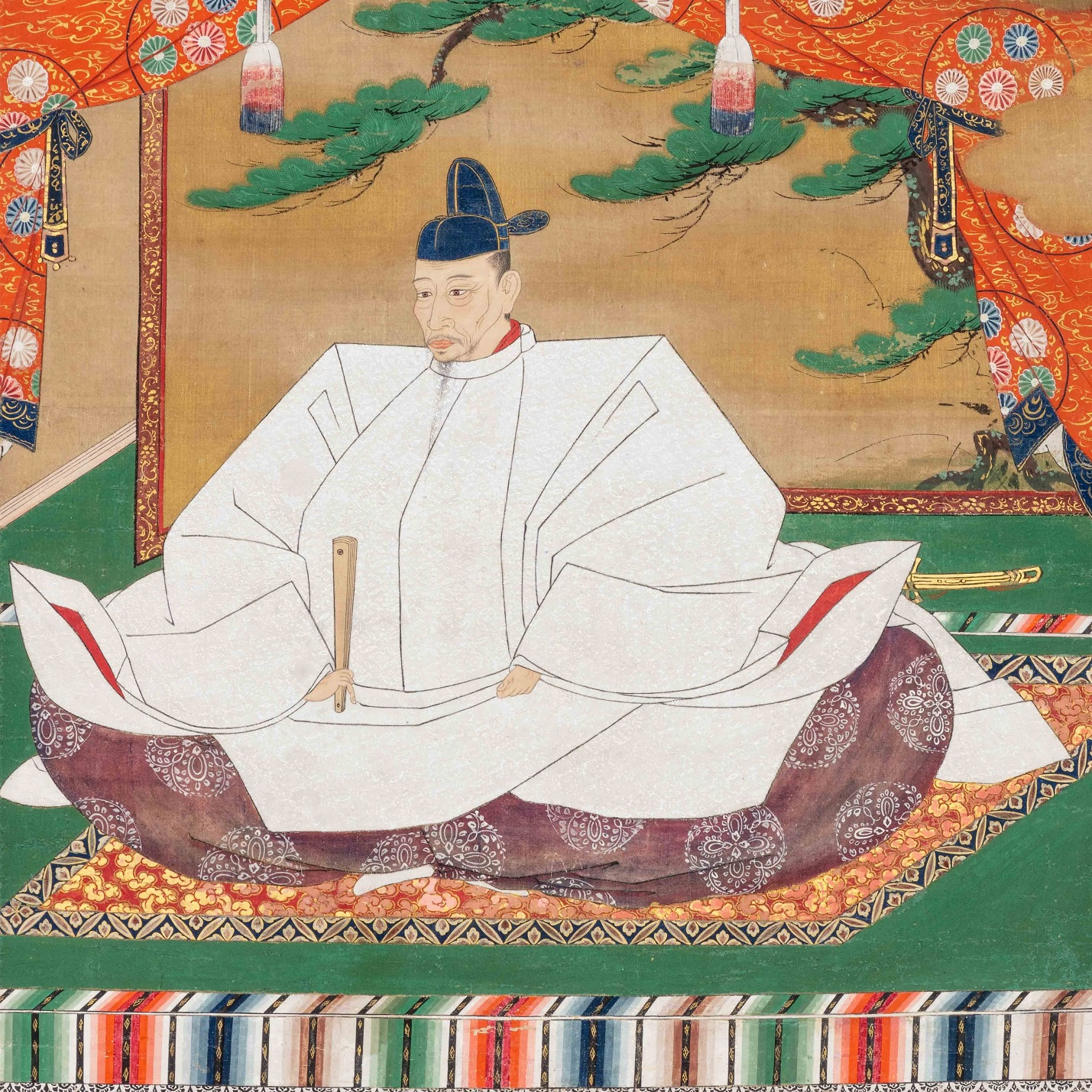
関白豊臣秀吉(1537-1598)没。

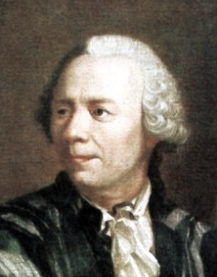
数学者レオンハルト・オイラー(1707-1783)没。

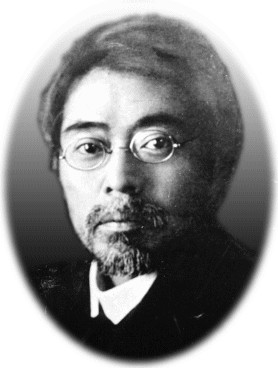
小説家徳冨蘆花(1868-1927)没。

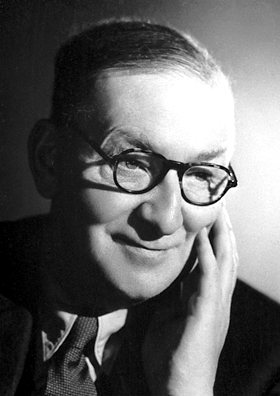
ジョン・コッククロフト(1897-1967)没。

- 96年 - ドミティアヌス、第11代ローマ皇帝（* 51年）
- 1180年 - ルイ7世、フランス国王（* 1120年）
- 1553年（天文22年8月11日） - 安東舜季、戦国武将（* 1514年）
- 1598年（慶長3年8月18日） - 豊臣秀吉、戦国武将（* 1537年）
- 1675年 - シャルル4世、ロレーヌ公（* 1604年）
- 1722年 - アンドレ・ダシエ（英語版）、古典学者（* 1651年）
- 1735年 - ユストゥス・ファン・エフェン（英語版）、作家（* 1684年）
- 1774年 - ヨハン・フリードリヒ・メッケル (父)（英語版）、解剖学者（* 1724年）
- 1783年 - レオンハルト・オイラー、数学者（* 1707年）
- 1797年 - ルイ＝ラザール・オッシュ、フランス革命期の軍人（* 1768年）
- 1819年 - ジョン・ラングドン、政治家（* 1741年）
- 1821年 - ジャン＝ニコラ・コルヴィザール（英語版）、医師（* 1755年）
- 1830年 - ウィリアム・ヘイズリット、著作家、批評家、随想作家（* 1788年）
- 1859年（安政6年8月22日） - 松平定猷、桑名藩主（* 1834年）
- 1872年 - カール15世、スウェーデン・ノルウェー王（* 1826年）
- 1891年 - ウィリアム・フェレル、気象学者、海洋学者（* 1817年）
- 1896年 - アルマン・フィゾー、フランス物理学者（* 1819年）
- 1905年 - ジョージ・マクドナルド、小説家（* 1824年）
- 1911年 - ピョートル・ストルイピン、ロシア帝国首相（* 1862年）
- 1918年 - アーネスト・ファーラー、作曲家（* 1885年）
- 1922年 - 知里幸恵、アイヌ神謡集著者（* 1903年）
- 1927年 - 徳冨蘆花、小説家（* 1868年）
- 1928年 - 桂文治 (7代目)、落語家（* 1847年）
- 1929年 - ヘルマン・グレーデナー、作曲家（* 1844年）
- 1931年 - ゲリ・ラウバル、アドルフ・ヒトラーの姪（* 1908年）
- 1932年 - 江木翼、政治家（* 1873年）
- 1938年 - エリック・ロートハイム（英語版）、化学技術者、発明家（* 1898年）
- 1939年 - グウェン・ジョン、画家（* 1876年）
- 1945年 - 島津保次郎、映画監督（* 1897年）
- 1945年 - 樫野元作、野球選手（* 生年不詳）
- 1951年 - 朝永三十郎、哲学者（* 1871年）
- 1958年 - オラフ・グルブランソン（英語版）、芸術家、画家、デザイナー（* 1873年）
- 1961年 - ダグ・ハマーショルド、外交官、第2代国連事務総長（* 1905年）
- 1967年 - ジョン・コッククロフト、物理学者（* 1897年）
- 1967年 - 秘田余四郎、字幕翻訳家、翻訳家、小説家（* 1908年）
- 1968年 - 糸賀一雄、社会福祉家（* 1914年）
- 1969年 - ルドルフ・ヴァーグナー＝レゲニー、作曲家（* 1903年）
- 1970年 - ペドロ・セア、サッカー選手（* 1900年）
- 1970年 - ジミ・ヘンドリックス、ロックギタリスト（* 1942年）
- 1972年 - 藤沢友吉[8]、実業家、元藤沢薬品工業社長（* 1895年）
- 1974年 - 齋藤秀雄、指揮者、チェリスト（* 1902年）
- 1974年 - ヘンリー・ベック（英語版）、技術者、製図工（* 1902年）
- 1977年 - パウル・ベルナイス、数学者（* 1888年）
- 1979年 - 石田退三、豊田自動織機製作所社長、トヨタ自動車工業社長（* 1888年）
- 1980年 - キャサリン・アン・ポーター（英語版）、ジャーナリスト、作家、ピューリッツァー賞受賞者（* 1890年）
- 1980年 - 中田幸吉、農林技官、政治家、元富山県知事（* 1915年）
- 1983年 - 荒井源吉、政治家、初代武蔵野市長（* 1904年）
- 1985年 - 千葉泰樹、映画監督（* 1910年）
- 1986年 - 森薫、元阪急電鉄社長（* 1904年）
- 1987年 - アメリコ・トマス（英語版）、ポルトガル大統領（* 1894年）
- 1987年 - 大西正男、政治家、第40代郵政大臣（* 1910年）
- 1988年 - 朝吹四郎、建築家（* 1915年）
- 1994年 - 斎藤真一、洋画家、作家（* 1922年）
- 1995年 - 田川亮三、政治家、三重県知事（* 1919年）
- 1995年 - 宮口二郎、俳優（* 1940年）
- 1996年 - アナベラ、女優（* 1907年）
- 1998年 - 中井一郎、政治家、神奈川県小田原市長、17代全国市長会会長（* 1907年）
- 1999年 - 岸本重陳、経済学者（* 1937年）
- 2002年 - 瀬木博政、実業家、元博報堂会長（* 1904年）
- 2002年 - ボブ・ヘイズ、陸上競技、アメリカンフットボール選手（* 1942年）
- 2004年 - ラス・メイヤー、映画監督（* 1922年）
- 2004年 - 藤田喬平、ガラス工芸家（* 1921年）
- 2005年 - 前田富夫[9]、実業家、元日本電波塔社長（* 1926年）
- 2006年 - 石田幸四郎、政治家、総務庁長官（* 1930年）
- 2006年 - 浅羽莢子、翻訳家（* 1935年）
- 2006年 - 〆さばヒカル、お笑いタレント（〆さば）（* 1969年）
- 2007年 - 村上七郎、元関西テレビ放送社長（* 1919年）
- 2007年 - 長嶋亜希子、長嶋茂雄夫人（* 1943年）
- 2008年 - マウリシオ・カーゲル、作曲家（* 1931年）
- 2009年 - 横山富雄、騎手、調教師（* 1940年）
- 2011年 - クルト・ザンデルリング、指揮者（* 1912年）
- 2012年 - 橋本實、高校野球指導者（* 1947年）
- 2013年 - マルツェル・ライヒ＝ラニツキ、文芸評論家（* 1920年）
- 2013年 - 鈴木英男[10]、実業家、元フタバ産業社長（* 1923年）
- 2013年 - リチャード・C・サラフィアン、映画監督、俳優（* 1930年）
- 2013年 - ケン・ノートン、プロボクサー、元WBCヘビー級王者（* 1943年）
- 2014年 - 夏田鐘甲、作曲家（* 1916年）
- 2014年 - 宇沢弘文、経済学者（* 1928年）
- 2014年 - ケニー・ホイーラー、ジャズ・トランペット、フリューゲルホーン、コルネット奏者、作曲家（* 1930年）
- 2014年 - 普勝清治、実業家、元ANA社長（* 1933年）
- 2015年 - 石橋義夫、実業家、元共立女子学園学園長・理事長、第10代横綱審議委員会委員長（* 1925年）
- 2017年 - 伊藤敬一、中国文学者、東京大学名誉教授（* 1927年）
- 2017年 - 柴田一、歴史学者、元就実大学学長（* 1930年）
- 2017年 - 渡辺健司、元競泳選手（* 1969年）
- 2017年 - 赤染晶子、作家（* 1974年）
- 2017年 - ポール・ホーナー、フェイクニュースサイト運営者、ライター（* 1978年）
- 2018年 - ロバート・ヴェンチューリ、建築家（* 1925年）
- 2018年 - マルセリーヌ・ロリダン＝イヴェンス、女優、映画監督（* 1928年）
- 2018年 - ピヨトル・ラヘルト、作曲家、ピアニスト（* 1938年）
- 2018年 - 入沢肇、政治家、官僚、第24代林野庁長官（* 1940年）
- 2018年 - 山本"KID"徳郁、総合格闘家（* 1977年）
- 2019年 - 松浦邦男、建築学者、京都大学名誉教授（* 1927年）
- 2019年 - 関正子、卓球選手（* 1941年または1942年）
- 2019年 - イマタ・カブア、政治家、第2代マーシャル諸島共和国大統領（* 1943年）
- 2019年 - 徳江尚子、ヴァイオリニスト（* 1945年）
- 2019年 - フェルナンド・リックセン、元プロサッカー選手（* 1976年）
- 2020年 - 米川哲夫、ロシア文学者、東京大学教養学部名誉教授（* 1925年）
- 2020年 - 池内正昭、銀行家、元ジェーシービー社長（* 1928年）
- 2020年 - ジョン・ターナー、政治家、第23代カナダ首相（* 1929年）
- 2020年 - ルース・ベイダー・ギンズバーグ、アメリカ合衆国最高裁判所判事（* 1933年）
- 2020年 - スティーヴン・コーエン、歴史学者（* 1938年）
- 2021年 - アンナ・クロミイ、画家、彫刻家（* 1940年）
- 2021年 - 正司敏江、漫才師（正司敏江・玲児）（* 1940年）
- 2021年 - 勘太郎、漫才師（ホームラン）（* 1955年）
- 2021年 - クリス・アンカー・セレンセン、自転車競技選手（* 1984年）
- 2022年 - ニック・ホロニアック、技術者、発明家（* 1928年）
- 2022年 - 野田暉行、作曲家（* 1940年）
- 2022年 - ネイサン・ラーソン、政治家（* 1980年）
- 2023年 - ブレレトン・ジョーンズ、政治家、馬育成牧場主（* 1939年）
- 2023年 - 大森彌、政治学者（* 1940年）
- 2023年 - 又市征治、政治家（* 1944年）
- 2024年 - ロルフ・ヴォルフショール、元ロードサイクリスト（* 1938年）
- 2024年 - サルヴァトーレ・スキラッチ、プロサッカー選手（* 1964年）

## 記念日・年中行事
- 敬老の日（ 日本、2006年・2017年・2023年・2028年）※9月第3月曜日
- 「医療的ケア児・者」支援の日（ 日本） 
岐阜県総合医療センターで新生児学を専門とする新生児内科医・小児科医の寺澤大祐氏が「医療的ケア児・者」支援者の会として制定。日付は「医療的ケア児及びその家族に対する支援に関する法律」が2021年のこの日に制定されたことから[11]。
- かいわれ大根の日（ 日本）
日本かいわれ協会（現・日本スプラウト協会）が1986年に制定。日付の9月はその会合を開いた月、18日は8の字を横にして、1を立てるとかいわれ大根の姿（竹とんぼ型）になることから[12]。
- しまくとぅばの日（ 日本沖縄県）
しまくとぅば（「沖縄の言葉」の意）を記念する日。日付は、「く(9)とぅ(十)ば(8)」の語呂合わせから。
- アコーディオン「Bébé Medusa」の日（ 日本）
歌とアコーディオンの姉妹ユニット「チャラン・ポ・ランタン」の二人が代表・副代表を務める合同会社ゲシュタルト商会が制定。姉の小春が、2021年に立ち上げたアコーディオンブランド「Bébé Medusa」がこの日に手ごろな値段のボタンアコーディオンの予約販売を開始し、1日でアコーディオンを500台以上を売り上げたことを記念したもの[13][14]。
- 伊香保まつり（ 日本）
群馬県の伊香保温泉で、毎年9月18日から20日にかけて開催されるお祭り。9月18日は、伊香保温泉ゆかりの文豪、徳富蘆花の命日で、この日は蘆花祭が催され、19日、20日には、伊香保神社の例大祭が斎行される[15]。
- 豊国神社 例祭（ 日本）
京都市東山区にある豊国神社で、毎年この日に行われる祭礼。豊臣秀吉は1598年9月18日（旧暦：慶長3年8月18日）、伏見城で亡くならえれた。豊臣秀吉を祀る豊国神社は、大坂の陣ののち徳川幕府によって廃祀されたが、明治元（1868）年、明治天皇の御沙汰により、方広寺大仏殿跡に再興された。秀吉公の命日にあたるこの日は例祭が、19日には茶道藪内流による献茶祭が行われる[16]。
- ナショナル・チーズバーガー・デイ[17]（ アメリカ合衆国）
- 「九・一八」事変記念日（国恥の日）（ 中華人民共和国）
1931年9月18日、日本軍 は中華民国で柳条湖事件を起こし、満洲事変（中国側の呼称は「九一八事変」）へと発展していった。中国では毎年この日は各地でサイレンが流され、戦争犠牲者に向けて黙祷する[18]。
- 鉄道の日（朝鮮語版）（ 韓国）
1899年のこの日、朝鮮半島初の鉄道（現在の京仁線の一部）が開通した。
- 独立記念日（ チリ）
スペインを征服したナポレオンは兄のジョゼフ（ホセ1世）をスペイン王に据えたが、南米のスペイン植民地はホセ1世への忠誠を拒否し、1810年のこの日、チリのサンチアゴに植民地統治を行う政治委員会を設立することを決議した。この自治政府はペルー副王アバスカルの派遣した軍により崩壊したが、アルゼンチンに亡命した独立指導者が他の南米諸国の援助で抵抗運動を展開し、1817年にチリに侵攻した独立派の軍隊がスペイン王党派の軍を撃破、1818年2月12日に独立宣言を果たした。